# 贝加德圣玛丽亚
贝加德圣玛丽亚（西班牙語：Vega de Santa María）是西班牙卡斯蒂利亚-莱昂阿维拉省的一个市镇。总面积18平方公里，总人口134人（2001年），人口密度7人/平方公里。